# Antanas Mockus

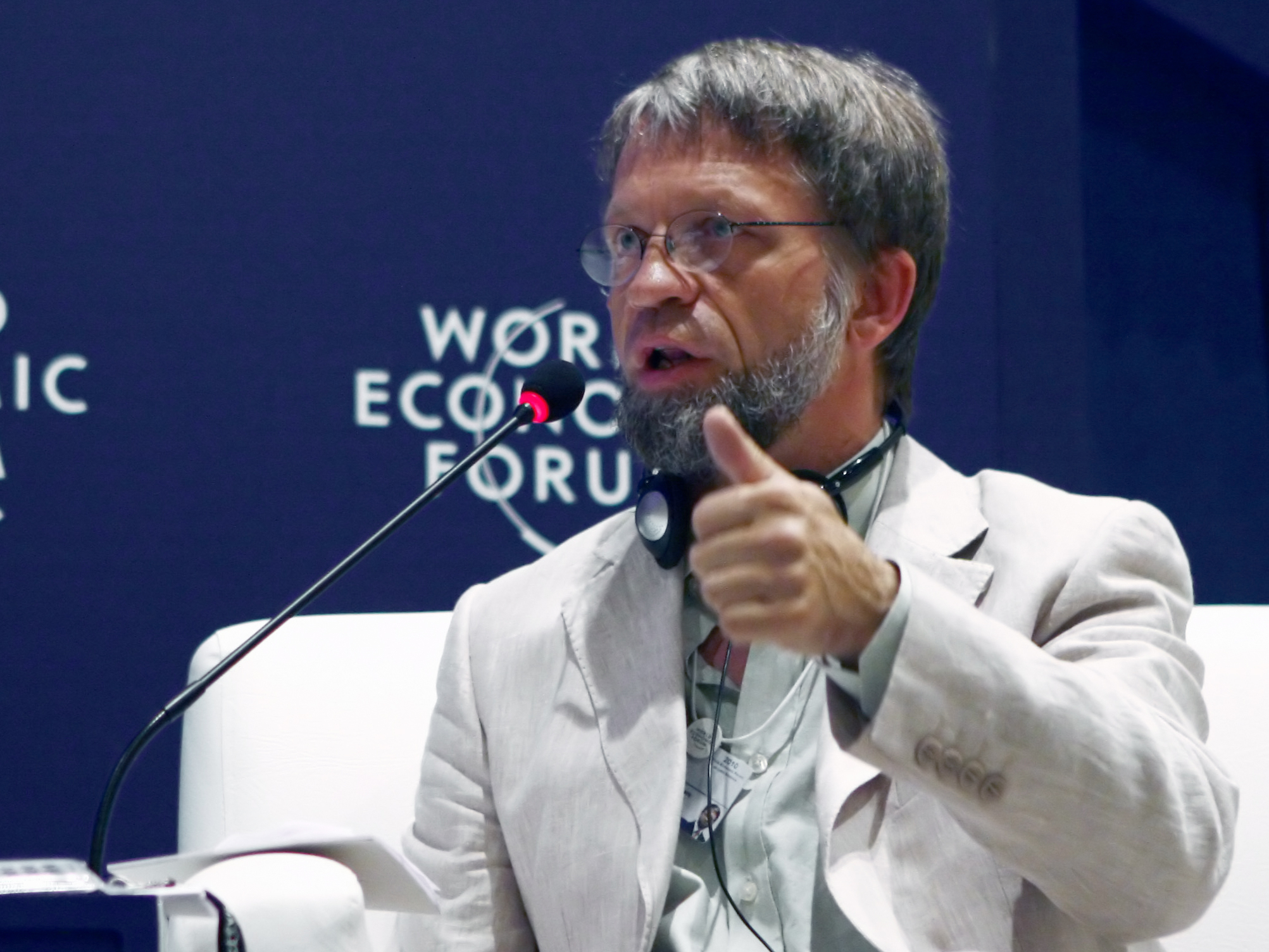
Antanas Mockus

Antanas Mockus (Bogotá, 25 maart 1952) is een Colombiaans wiskundige, filosoof en politicus van Litouwse afkomst.
Mockus studeerde wiskunde in Frankrijk en filosofie in Colombia. Tijdens zijn carrière als wetenschapper aan de Nationale Universiteit schopte hij het in 1991 tot rector. Hij viel op in het Colombiaanse nieuws door in 1993 zijn broek half af te steken en zijn billen te tonen (“mooning”) aan een kritische groep studenten, waarna hij zei dat de toeschouwers wit, de kleur van de vrede, hadden gezien en dat hij voor die actie had gekozen omdat hij woorden tekortkwam. Die studenten hadden kritiek op zijn bijdrage aan de grondwet inzake openbaar onderwijs. In 1993 verliet hij de universiteit voor de politiek en was van 1995 tot 1997 en van 2001 tot 2003 burgemeester van de hoofdstad Bogotá. In 2010 deed hij namens de Colombiaanse Groene Partij mee aan de presidentsverkiezingen waarin hij in de tweede ronde verloor van de conservatieve kandidaat Juan Manuel Santos.
Tijdens zijn periode als burgemeester viel hij op door zijn onorthodoxe, speelse en vaak effectieve optreden. Hij huurde 420 mime-artiesten in om verkeersovertreders aan te pakken en organiseerde een “Vrouwenavond” waarin mannen thuis moesten blijven om op de kinderen te passen. Ook speelde Mockus zelf in enkele reclamefilmpjes, bijvoorbeeld verkleed als “Superburger” (een verwijzing naar de kledij van Superman) of onder de douche om het belang van waterbesparing aan te tonen.
Op 27 december 2010 zond de VPRO een aflevering van Wintergasten uit met Mockus als gast die uitleg geeft bij zijn acties en met filmfragmenten op zoek gaat naar eenzelfde originaliteit.
- Bibsys: 1542227319243
- Bibliothèque nationale de France: cb13615807n (data)
- Gemeinsame Normdatei: 1056263814
- International Standard Name Identifier: 0000 0000 4115 8374
- Library of Congress Control Number: no99032130
- Nationale Bibliotheek van Israël: 987007458725405171
- Nederlandse Thesaurus van Auteursnamen: 314076182
- Système universitaire de documentation: 092720587
- Virtual International Authority File: 43932518
- WorldCat: E39PBJwdj7YqXtCMrhhfVWcByd